# Campitello Matese
Campitello Matese is een plaats (frazione) in de Italiaanse gemeente San Massimo.